# Peggy Nerman
Peggy Annika Gunilla Nerman född 6 februari 1923 i Karlstad, död 26 juli 2009 i Oscars församling, Stockholm, var en svensk målare huvudsakligen verksam i Stockholm och på Österlen.
Nerman var dotter till Åke Nerman (1886–1965) som var en stor kulturpersonlighet i Karlstad.
Hon studerade vid Pernbys målarskola, Gerlesborgsskolan och vid Konstakademins grafiklinje. Hon ställde ut separat på bland annat Gummessons konstgalleri i Stockholm 1977, Galleri Gripen i Karlstad 1978, Galleri Brösarp 1987 samt på Galleri Lucidor 1993. Hon har medverkat i ett flertal samlingsutställningar bland annat på Värmlands konstförenings höstsalong 1968, Svenska konstnärinnor i Jönköping 1967, Liljevalchs teckningsutställning 1970, Danmarks Tekniske Højskole i Köpenhamn 1980, samt en vandringsutställning i Värmland 1985.
Hennes konst består av landskapsbilder från snölandskap till sanddyner. 1993 gav hon ut boken Hamn, hommor och hav, med skisser och målningar av ålafiskare och deras arbete. 
Nerman är representerad vid Värmlands museum, Statens konstråds och flera kommuners och landstings samlingar.
Hon testamenterade ett legat om 500 000 kronor till Värmlands konstnärsförbund som skall användas till stipendiefonden Åke Nermans Minne. Stipendiet ska enligt Peggy Nermans vilja omväxlande gå till en kvinna och en man. Det skall inte sökas, utan ska delas ut med hänsyn tagen till de konstnärliga kvalifikationerna. I samband med hennes död instiftade Östra Skånes Konstnärsgille Peggy Nermans konstnärsstipendium som varje år delas ut till en ÖSKG-medlem.